# エンリケ・カブレラ
エンリケ・カブレラ（Enrique_Cabrera、1974年7月14日 - ）は、メキシコ人の彫刻家であり、修復師・音楽家・写真家。
ベラクルス州ポサ・リカ・デ・イダルゴ市出身。

## 概要
彼の彫刻作品は、ルーブル美術館、アート・ショッピング・パリ、アンティーブ・ピカソ美術館（いずれもフランス）、東京・森美術館（日本）、ロックフェラー・センター、ミートパッキング地区、アート・バーゼル、ハンプトンズ・ファイン・アート・フェア（いずれも米国）など、数々のギャラリーを彩ってきた。 
カブレラはまた、さまざまな財団の活動に積極的に協力している。なかでも、ローマ教皇フランシスコが設立した「スコラス・オクレンテス」をはじめ、「amfAR」（アメリカン・ファンデーション・オブ・エイズ・リサーチ）、「Unicef」（国際連合児童基金）、「リッキー・マーティン財団」「エヴァ・ロンゴリア財団」「レ・クルール・チャリティー」では、親善大使として活躍している。 
カブレラは、メキシコの公共機関である「CENIDIAP」（国立美術研究センター）および「BA」（国立美術院）と共同で、世界各地の美術品修復事業に携わってきた。2009年にはフランス政府から、また2010年にはメキシコ政府から、それぞれの国の国家遺産を代表する彫刻作品を修復するよう依頼されている。その際、彼はたいへん古い修復技術を用いて作業を行っている。 
カブレラの作品のなかでも傑作とされているのが『トリロヒーア』『パルマリウス』『パルマリウス・カラーズ』『スカル・マイアミ・カラーズ』『カヴァッロ・ヴェローチェ』『ナイア』『エル・トロ・デ・オロ』『エル・トロ・プラティーノ』『ラ・グラン・マンサーナ』である。 
彼の代表作である『パルマリウス』は、パリやカンヌ、ドバイ、ローマ、フィレンツェ、東京、ミラノ、ニューヨーク、ロサンゼルスといった都市の美術展に出品され、合計で28を超える国を旅してきた。
別の代表作『ラ・グラン・マンサーナ』（「ビッグ・アップル」の意）は、21世紀のパブリックアートにおける最重要プロジェクトのひとつといえるものである。
ニューヨーク市に敬意を表して制作された作品であるほか、制作に協力した「三井不動産アメリカ」は、米国屈指の不動産開発会社であり、三井グループの所属企業であり、また日本一の不動産会社でもある。この作品はニューヨークに設置された彫刻としては史上最大のものとされている。 